# Brigitte Maier
Brigitte Maier (nascida em 7 de agosto de 1952, em Schleswig-Holstein) é uma atriz pornográfica alemã. Nasceu na Alemanha, mas sua família se mudou para os Estados Unidos, quando Maier era uma criança. Na década de 1970, participou de uma série de filmes pornográficos norte-americanas e europeia e foi destaque em revistas adultas, incluindo Penthouse e Playboy.

## Filmografia
| Ano  | Título                                                        | Papel                            |
| ---- | ------------------------------------------------------------- | -------------------------------- |
| 1981 | Girls After Midnight                                          | ?                                |
| 1978 | How Sweet It Is!                                              | Brigitte                         |
| 1976 | Tongue                                                        | Cherry                           |
| 1975 | Inside of Me                                                  | The Nurse (não creditada)        |
| 1975 | Justine & Juliette                                            | Bibi, Roberts girlfriend         |
| 1975 | Sensations                                                    | Margaret                         |
| 1975 | Virgin Cowboy                                                 | Nettie                           |
| 1974 | Fulfillment                                                   | Redhead (como Carol Schlecht)    |
| 1974 | Marriage and Other Four Letter Words                          | Mary (como Bridgette)            |
| 1974 | Second Coming of Eva                                          | School Girl (como Bridget Maier) |
| 1974 | Pretty Wet Lips                                               | Brigitte (como Bridgette Maier)  |
| 1974 | Poor Cecily                                                   | Ruiva (não creditada)            |
| 1974 | Diamond Sexcapades                                            | Gloria (não creditada)           |
| 1974 | Love Lies Waiting                                             | Monique (não creditada)          |
| 1974 | Mob Job                                                       | (não creditada)                  |
| 1974 | The Lover                                                     | Bonnie (não creditada)           |
| 1973 | The True Way                                                  | Suzy Martin (não creditada)      |
| 1973 | Close-Up                                                      | ?                                |
| 1973 | Suckula                                                       | Hitchhiker (não creditada)       |
| 1973 | Swinger Girls                                                 | Ginny (não creditada)            |
| 1972 | The Landlord                                                  | (não creditada)                  |
| 1971 | Refinements in Love                                           | (não creditada)                  |
| 1967 | The Margin                                                    | ?                                |
| 1974 | Penetration (documentário)                                    | Self                             |
| 2003 | I Was the King of Porn... The Adventurous Life of Lasse Braun | Self                             |